# Nobuosciades
Nobuosciades is een kevergeslacht uit de familie van de boktorren (Cerambycidae). De wetenschappelijke naam van het geslacht werd voor het eerst geldig gepubliceerd in 2009 door Hasegawa.

## Soorten
Nobuosciades omvat de volgende soorten:
- Nobuosciades clinostigmai Hasegawa, Takeda & Karube, 2011
- Nobuosciades bioculatus (Matsumura & Matsushita, 1933)
- Nobuosciades lanatus (Ohbayashi, 1976)
- Nobuosciades meridianus (Ohbayashi, 1941)